# 965
965(구백육십오)는 964보다 크고 966보다 작은 자연수다.

## 수학
- 합성수로, 그 약수는 1, 5, 193, 965다. 진약수의 합은 199이므로, 965는 부족수다.
  - 290번째 반소수다. 앞의 반소수는 961, 다음 반소수는 973이다.
- 피타고라스 삼조의 빗변의 길이이다.
  - {\displaystyle 124^{2}+957^{2}=965^{2}}[a]
  - {\displaystyle 387^{2}+884^{2}=965^{2}}[b]
- {\displaystyle 965=2^{2}+31^{2}=17^{2}+26^{2}}
  - 서로 다른 두 자연수의 제곱합으로 나타내는 방법이 두 가지인 수다.
  - 서로 다른 두 소수(素數)(2, 31)의 제곱합으로 나타낼 수 있는 20번째 반소수다. 이 성질을 지닌 앞의 수는 866, 다음 수는 1082이다. (OEIS의 수열 A103558)
- {\displaystyle 965=10^{2}+17^{2}+24^{2}}
  - 공차가 7인 세 자연수의 제곱합으로 나타낼 수 있는 수다. 이 성질을 지닌 앞의 수는 866, 다음 수는 1070이다.
- {\displaystyle 3^{16}-1}은 965로 나누어떨어진다.

## 과학·기술
- NGC 965(영어판): 고래자리 방향에 있는 나선은하.
- 965 앙겔리카(영어판): 소행성.
- ISO 965(영어판): 미터나사의 관용에 관한 국제표준.

## 교통
- 아메리칸 항공 965편 추락 사고 (1995년)

## 군사
- LST-965(영어판): 제2차 세계 대전에 사용된 미국의 전차상륙함.
- U-965(영어판, 독일어판): 제2차 세계 대전에 사용된 나치 독일의 군용 잠수함.

## 문화유산
- 대한민국의 보물 제965호: 육경합부

## 기타
- 연도: 965년, 기원전 965년